# Kim Yŏng-ju
Kim Yŏng-ju (kor. 김영주, zapis hancha 金英柱; ur. 1920, zm. 2021) – koreański polityk i działacz partyjny, brat przywódcy Korei Północnej w latach 1946–1994 Kim Ir Sena.

## Życiorys
Urodził się w 1920 roku, na obszarze na zachód od Pjongjangu w okresie kolonizacji Korei przez Japonię lub na terenie Mandżurii, gdzie jego ojciec zbiegł po masowym buncie przeciwko japońskim władzom kolonialnym. W przeciwieństwie do swoich braci Kim Ir Sena i Kim Chol-ju, którzy w młodości wstąpili do partyzantki koreańskiej walczącej z okupacją japońską, Kim Yŏng-ju miał pracować jako cywilny tłumacz w armii japońskiej. Inne źródła podają natomiast, że w 1941 wyjechał do Związku Radzieckiego, gdzie studiował politykę i ekonomię.
Do Korei Północnej powrócił w latach 50. XX wieku po dojściu do władzy swojego starszego brata Kim Ir Sena. W latach 60 i w pierwszej połowie lat 70 XX wieku był jednym z bardziej prominentnych polityków w kraju i zajmował kluczowe stanowiska partyjne i państwowe jak szef Działu Organizacji i Doradztwa Komitetu Centralnego Partii Pracy Korei. W 1961 został członkiem Komitetu Centralnego, a w 1966 sekretarzem Biura Politycznego KC Partii Pracy Korei. Był odpowiedzialny między innymi za organizację i przeprowadzenie czystek politycznych. Był współprzewodniczącym komitetu odpowiedzialnego za podpisanie porozumienia pokojowego z Koreą Południową w 1972 roku. Odpowiadał również za przygotowanie pierwotnej wersji dokumentu znanego jako Dziesięć zasad ustanowienia monolitycznego systemu ideologicznego, określającego zasady funkcjonowania społeczństwa i mieszkańców Korei Północnej.
Przez część obserwatorów Kim Yŏng-ju był postrzegany i wskazywany w latach 70. XX wieku jako potencjalny następca Kim Ir Sena do czasu namaszczenia przez tego, jego syna Kim Dzong Il. Konflikt o władzę miał być przyczyną odsunięcia Kim Yŏng-ju od stanowisk partyjnych w 1973 na kolejne dwadzieścia lat. Na stanowisku szefa Działu Organizacji i Doradztwa Komitetu Centralnego Partii Pracy Korei zastąpił go Kim Dzong Il. Bezpośrednio przed pozbawieniem wszystkich funkcji państwowych i partyjnych piastował funkcję wicepremiera.
Do życia politycznego kraju powrócił niespodziewanie pod koniec 1993 roku, zaledwie w ciągu czterech dni odzyskując najwyższe funkcje państwowe. Został wówczas powołany na sekretarza KC i członka Biura Politycznego oraz wiceprezydenta KRLD. Był również honorowym wiceprzewodniczącym Najwyższego Zgromadzenia Ludowego KRLD.
Kim Yŏng-ju był kawalerem najwyższych odznaczeń państwowych: Orderu Kim Ir Sena i Orderu Kim Dzong Ila.
Zmarł w wieku 101 lat. Informacja o jego śmierci została podana przez północnokoreańskie media państwowe w dniu 15 grudnia 2021. W momencie poprzedzającym śmierć był najstarszym członkiem tzw. „dynastii Kimów”.